# Landeri

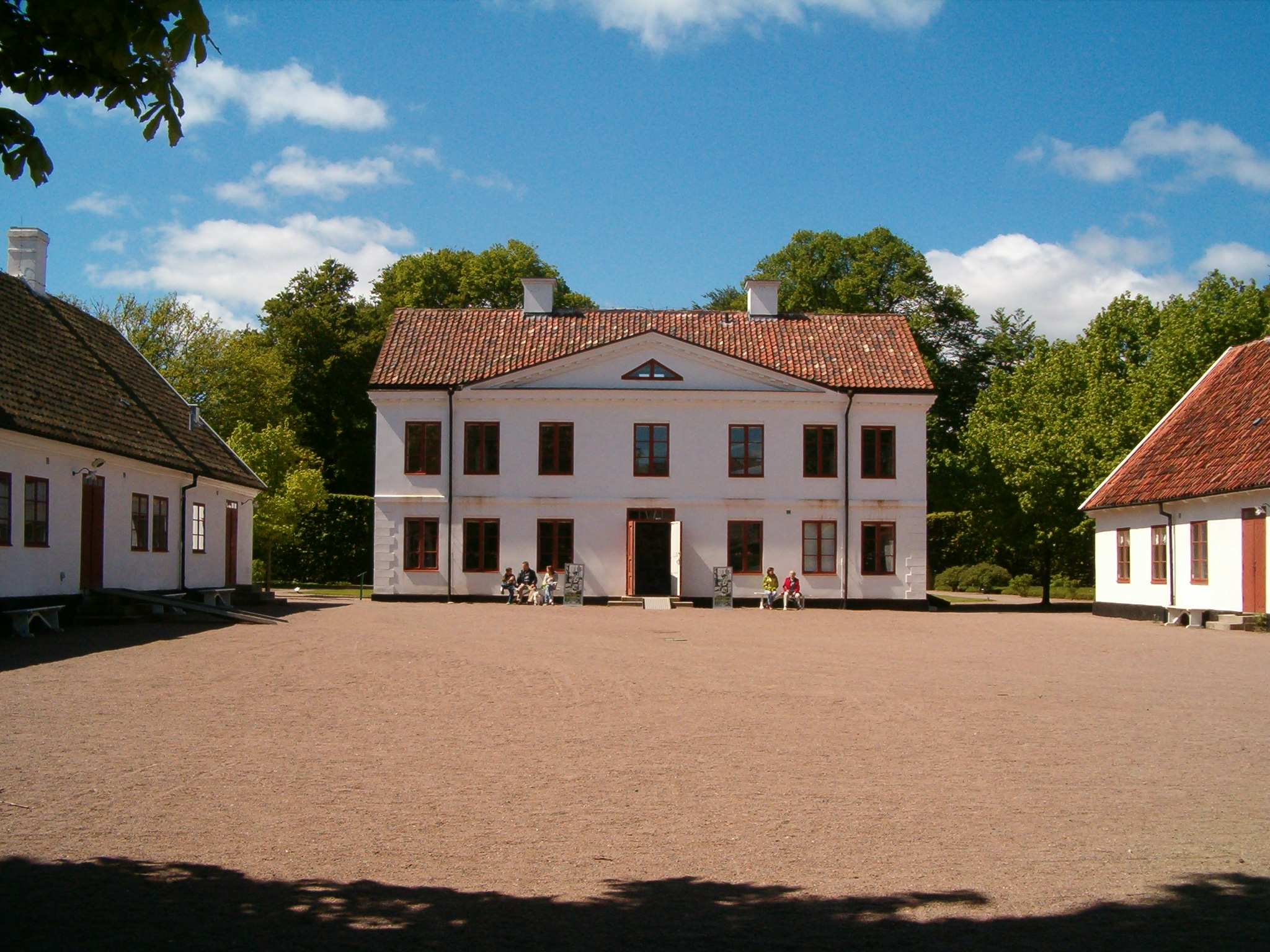
Fredriksdals herrgård i Helsingborg. Ursprungligen ett landeri, uppfört 1787.

Ett landeri, från tyskans Länderei (ungefär bruksjord), är en bebyggd, ståndsmässig jordbruksfastighet som ligger inom en stads donationsjord, det vill säga mark som staten tilldelat staden i samband med att staden fick sina stadsprivilegier. Landeriet ägdes av en medborgare  i staden under ärftlig besittningsrätt och nyttjades oftast som lantegendom under sommarhalvåret. Därför byggdes bostadshuset oftast endast för detta ändamål, alltså utan särskild värmeisolering. Med tiden kom landerierna dock att bli åretruntbostäder, varvid huvudbyggnaderna vinterrustades. På landerier bedrivs jordbruk och vanligen boskapsskötsel. 
Termen användes i synnerhet i Göteborg, där gårdarna brukades och beboddes av stadens borgare, även om landeriet tillhörde staden. Brukaren betalade därvid arrende. Landerier fanns även i Borås, Vänersborg, Karlstad, Uddevalla, Varberg och i Skåne (som länderi), i synnerhet i Helsingborg, där dessa istället ägdes av dem som bebodde och brukade dem. Många landerier kom att rivas då deras marker togs i anspråk i och med städernas expansion under industrialismen. Dock lever många kvar i form av namn på stadsdelar, parker eller nya byggnader, belägna där landerierna tidigare stått.

## Källhänvisningar
1. ↑  Norstedts uppslagsbok 1948
2. ↑  "landeri". NE.se. Läst 11 juli 2014.